# Serge Enderlin
Pour les articles homonymes, voir Enderlin.
Serge Enderlin, né à Zurich le 17 février 1969, est un écrivain et journaliste français et suisse.

## Biographie
Serge Enderlin commence en 1989 sa carrière au magazine suisse l'Hebdo, où il se spécialise dans les reportages en Europe de l'Est et en Russie. En 1994, il s'installe à Prague où il travaille pour le Nouveau Quotidien, Libération, Radio France et la Radio suisse romande.
En 1998, il est nommé correspondant à Londres pour le quotidien suisse le Temps, qui vient d'être créé. En 2000, il prend la direction de la rubrique étrangère de ce journal et réalise une série de reportages sur les pays pétroliers avec Serge Michel et Paolo Woods. Il quitte Le Temps en 2006 pour redevenir journaliste indépendant. En 2009, il rejoint la Radio Télévision Suisse (RTS).
Depuis septembre 2020, il est correspondant à Genève pour le journal Le Monde.
Serge Enderlin, qui s'est spécialisé dans les questions énergétiques, enseigne au centre romand de formation des journalistes et collabore régulièrement avec le magazine italien Internazionale.
Le 9 novembre 2017, il a été retenu en garde à vue, avec Jon Bjorgvinsson, pendant cinquante heures à Abou Dabi aux Émirats arabes unis. Il enquêtait sur les travailleurs étrangers dans ce pays.

## Livres
- Un monde de brut, sur les routes de l'or noir, Seuil, 2003[2],[3]Coécrit avec Serge Michel et Paolo Woods
- L'après-pétrole a commencé, Seuil, 2009
- Volt!, Seuil, 2012[4]
- Angleterre : Brexit et conséquences, Editions Nevicata, collection L'Ame des Peuples, 2017, 87 pages[5]